# Coming Up Roses
「Coming Up Roses」（カミング アップ ローセズ）は、さかいゆうの3枚目のアルバム。

## 解説
- 初回生産限定盤は、デビュー後からの全てのMusic Videoを収録したDVD付属。

## 収録曲
- 全作詞・作曲・編曲：さかいゆう（特記以外）

1. She left
2. 薔薇とローズ
  - 5thシングル曲
3. Life is feat. Emi Meyer
  - 作詞：さかいゆう、Emi Meyer
4. きみなんだ
5. EMERGENCY
  - 作詞：横山剣
6. オトコFACE feat. KREVA
  - 作詞：さかいゆう、KREVA
7. 愛するケダモノ
8. キミのいない食卓
  - 作詞：谷穂ちろる
9. イバラの棘
  - 作詞：岡本定義
10. ピエロチック feat. 秦 基博
  - 作詞：さかいゆう、秦 基博
  - 5thシングル収録曲
11. 僕たちの不確かな前途
  - 作詞：森雪之丞
  - 4thシングル曲
12. 時季は巡る
  - 作詞：谷穂ちろる
  - 開業100年 東京駅短編アニメーション『時季は巡る～TOKYO STATION～』主題歌
  - 1stEP『サマーアゲインEP』に別バージョンが収録されている。

## 初回特典DVD収録内容
- 「Sakai Yu Best of Clips」

1. ストーリー
2. まなざし☆デイドリーム
3. train
4. Room
5. AHEAD
6. 君と僕の挽歌
7. 僕たちの不確かな前途
8. 薔薇とローズ
9. ピエロチック feat. 秦 基博（Shooting the Recording Session on 2013.8.19）

## 演奏
- さかいゆう
  - Vocal, Chorus
  - Piano (#2.3.4.8.9.10.12)
  - Wurlitzer (#11)
  - Rhodes (#2)
  - Bass (#5.12)
  - All Instruments (#1)
  - Other Instruments (#2.5.6.7.9.11.12)
- Emi Meyer：Vocal, Chorus (#3)
- KREVA：Vocal, Chorus, Programming (#6)
- 秦基博：Vocal, Chorus (#10)
- 山崎まさよし：Acoustic Guitar, Electric Guitar (#11)
- Jay Stixx：Drums (#2)
- 日野JINO賢二：Bass (#2)
- マサ小浜：Electric Guitar (#2)
- 川村竜：Wood Bass (#3)
- FUYU：Drums (#3.8)
- 山口周平：Acoustic Guitar (#3)
- 種子田健：Bass (#4.8)
- 河村“カースケ”智康：Drums (#4.12)
- 田中義人 (C.C.KING)
  - Electric Guitar (#4.8.9.10)
  - Gut Guitar (#8)
- 竹内朋康 (ex.SUPER BUTTER DOG)：Electric Guitar (#5.6)
- 西村浩二
  - Trumpet (#5.10)
  - Flugelhorn (#10)
- 竹野昌邦
  - Tenor Sax (#5)
  - Alto Sax (#10)
- 村田陽一
  - Trombone & Brass Arrangement (#5.10)
  - Bass Trombone (#10)
- 玉田豊夢 (C.C.KING)
  - Additional Drums (#6)
  - Drums (#9.10)
- TOKU：Flugelhorn (#7)
- 橋本歩ストリングス：Strings (#8.12)
- 森英治 (C.C.KING)：Strings Arrangement (#8)
- 松原秀樹 (C.C.KING)：Bass (#9.10)
- 森俊之：Organ (#9.10)
- 中村キタロー：Bass (#11)
- 江川ゲンタ：Drums, Tambourine (#11)
- 橋本歩：Strings Arrangement (#12)